# Lara Sullivan
Lara Javaise Sullivan (Mount Isa, 26 de octubre de 1969) es una deportista australiana que compitió en judo. Ganó seis medallas en el Campeonato de Oceanía de Judo entre los años 1992 y 2000.

## Palmarés internacional
| Campeonato de Oceanía | Campeonato de Oceanía      | Campeonato de Oceanía | Campeonato de Oceanía |
| Año                   | Lugar                      | Medalla               | Categoría             |
| --------------------- | -------------------------- | --------------------- | --------------------- |
| 1992                  | Wellington (Nueva Zelanda) | Medalla de oro        | –61 kg                |
| 1992                  | Wellington (Nueva Zelanda) | Medalla de oro        | Abierta               |
| 1994                  | Sídney (Australia)         | Medalla de oro        | –61 kg                |
| 1994                  | Sídney (Australia)         | Medalla de oro        | Abierta               |
| 1996                  | Wellington (Nueva Zelanda) | Medalla de oro        | –61 kg                |
| 2000                  | Sídney (Australia)         | Medalla de plata      | –63 kg                |